# R.P.G.
『R.P.G.』（アール・ピー・ジー）は、2001年8月25日に集英社文庫より書き下ろしで発売された宮部みゆきの小説。2003年7月にNHKでドラマ化された。

## 概要
宮部初の文庫書き下ろし作品。巻末の解説は清水義範が担当し、宮部自身の希望により司馬遼太郎をパスティーシュした文面で書き上げられた。
作中で築き上げられる基本的設定には、全く真実ではなく最終的に覆されるものが存在し、宮部自身がミステリーとしての基本的ルールに違反しているとする部分が存在する。清水は解説で、結末を知ってから読むと面白みが損なわれるという点から、映画『サイコ』のようであると表現した。
また、宮部の小説『クロスファイア』から「石津ちか子」が、『模倣犯』から「武上悦郎」が登場するクロスオーバー作品という側面もある。宮部自身、世界観の異なる2作品の登場人物の競演には違和感を覚えたようだが、作中で果たすべき役割からこの2人が適役であるとして再登場に踏み切ったとあとがきで語った。

## あらすじ
建築中の一軒家の中で殺人事件が発生、所田良介が刺殺された。捜査が進むにつれ、所田がネット上で「お父さん」を名乗り、家族ごっこをしていた痕跡がみつかる。武上らはある結論を導き出し、ある「計画」を実行することを決意する。所田の娘・一美がマジックミラー越しに見守る中、「カズミ」「ミノル」「お母さん」の取調べが始まる。犯人は誰なのか、そして「計画」とは…。

## 登場人物

### 警察
武上悦郎（たけがみ えつろう）
警視庁捜査一課四係のデスク担当（書類整理や公文書作成などの後方支援役）。通称「ガミさん」。一美と同年代の娘を持つ父親。ちか子とは過去に一緒に仕事をした仲で、15年8か月ぶりの再会。
石津ちか子（いしつ ちかこ）
「計画」のために呼び寄せられた女性刑事。武上とは過去に一緒に仕事をした仲で、当時は武上婦人と私的な関わりもあった。4年前、本庁の放火捜査班に所属していたときの命令違反がもとで事実上左遷され、現在は杉並署に籍を置いている。本庁在籍時には「おっかさん」と呼ばれていたほど、温和な人物。
葛西規義
警視庁捜査一課の管理官。
立川房夫
物語の舞台となる中杉署の署長。
下島規義（しもじま のりよし）
警視庁捜査一課三係係長。警部。「計画」の指揮官。
中本房夫（なかもと ふさお）
警視庁捜査一課三係のデスク担当。巡査部長。通称「ナカさん」。警視庁捜査一課の7人のデスク担当で最もベテラン。「計画」の発案者だが、実行の数日前に心筋梗塞で倒れて入院している。
徳永松男（とくなが まつお）
武上の部下。取調べでは記録役を務める。「松男」という名前と、165cm程度しかない身長にコンプレックスを持つ。古風な言い回しを好み、西條八十の詩を引用するなど、ロマンチストな一面もある。
鳥居（とりい）
武上の部下。取調べには同席せず、「計画」のために外で待機していた。優秀な刑事だが融通がきかない面があり、過去にそれが原因で事件関係者とトラブルになったこともある。
秋津信吾（あきつ しんご）
警視庁捜査一課四係の刑事。武上と親しい若い刑事。身長は180cm以上と長身。
淵上美紀恵（ふちがみ みきえ）
ちか子の同僚の若い巡査。杉並署警邏課所属。一美の身辺警護をした経緯や、歳も近いことから一美とは多少は親しい人物。

### 所田家
所田良介（ところだ りょうすけ）
一美の父親で、食品会社(株)オリオンフーズ本社営業第二部顧客管理課課長。48歳。建築中の一軒家の中で、他殺体で発見される。生前、リアルでの家族には内緒で、ネット上に家族を作っていた。ハンドルネームは「お父さん」。
所田春恵（ところだ はるえ）
所田良介の妻、一美の母。42歳。娘の一美とは逆に、結婚指輪以外のアクセサリーを身につけない、地味なタイプの女性。
所田一美（ところだ かずみ）
所田良介の娘、16歳の高校2年生。いわゆる「今時の女子高生」。有名私立女子高に通い、成績は学年でトップクラス。

### ネット上の「家族」
加原律子（かはら ひつこ）
所田良介がネット上で作り上げた家族の娘、ハンドルネームは「カズミ」。一見、所田一美と似た印象を受ける少女。所田良介との繋がりは、映画のファンサイトのBBSでカズミが家族の不満を書き込んだことから。
北条稔（きたじょう みのる）
所田良介がネット上で作り上げた家族の息子、ハンドルネームは「ミノル」。白々しい「家族」を演じるお父さんとカズミをからかったことがきっかけとなり関わっていくことになった。
三田佳恵（みた よしえ）
所田良介がネット上で作り上げた家族の母親、ハンドルネームは「お母さん」。3人が利用する掲示板に迷い込んだことがきっかけとなり、以降関わっていくこととなった。

### その他
今井直子（いまい なおこ）
カラオケボックス「ジュエル」のアルバイト店員。21歳の女子大生。所田良介が刺殺される3日前に絞殺されている。
A子
今井直子と同期生の女子大生。今井直子と所田良介の2つの殺人事件において、目下最有力容疑者とされているものの、決定的な決め手もないため名前は公表されていない。
石黒達也（いしぐろ たつや）
所田一美の交際相手で、年齢は一美より1歳上。

## 書籍情報
- 文庫本：2001年8月21日発売[1]、集英社文庫、ISBN 4-08-747349-X

## テレビドラマ
『R.P.G.〜作られた家族の秘密〜』は、2003年7月26日にNHKデジタル衛星ハイビジョンの「ハイビジョンドラマ館」（90分枠）で放送された。

### キャスト
- 所田一美：後藤真希
- 武上悦郎：伊東四朗
- 石津ちか子：風吹ジュン
- 所田良介：伊武雅刀
- 所田春恵：増田恵子
- 加原律子：榎本加奈子
- 北条稔：中村七之助
- 三田佳恵：高田聖子
- 渕上美紀恵：春木みさよ
- 鳥居浩二：吉満涼太
- 秋津信吾：鈴木修平
- 徳永松男：飯田基祐
- 葛西規義：嶋田久作
- 立川房夫：鶴田忍
- 今井直子：大沢舞子
- 石津孝：柄本佑
- 石黒達也：斎藤工
- 木下祥子：本橋里紗

### スタッフ
- 原作：宮部みゆき
- プロデューサー：鈴木伸太郎
- 演出：星田良子
- 脚本：福田靖
- 作曲：窪田ミナ
- 法律指導：本山信二郎
- 共同製作：NHKエンタープライズ21、共同テレビジョン
- 製作著作：NHK